# Миллард, Хелен
Хелен Миллард (англ. Helene Millard; 30 сентября 1905 — 20 сентября 1974) — американская актриса.

## Биография
Хелен Миллард начала кинокарьеру в 1929 году, снявшись в главной роли в фильме «Тринадцатый стул». В течение 1930-х годов она снималась как в главных, так и во второстепенных ролях, но к началу 1940-х годов ей стали предлагать только эпизодические роли, после чего актриса покинула киноиндустрию в 1942 году.
В начале 1950-х годов Миллард на короткое время вернулась в кино, снявшись ещё в нескольких фильмах. Её последней ролью в кино стала небольшая роль в фильме «Ещё предстоит выяснить» (1953), в котором она снималась вместе с Джун Эллисон и Ван Джонсоном. Также в начале 1950-х годов Миллард появилась в нескольких телевизионных шоу, а в 1954 году после съёмок в эпизоде сериала «Топпер» навсегда завершила актёрскую карьеру.
Миллард умерла 20 сентября 1974 года в городе Лагуна-Хиллс, Калифорния.

## Избранная фильмография
| Год  |   | Русское название | Оригинальное название | Роль |
| ---- | - | ---------------- | --------------------- | ---- |
| 1930 | ф | Развод           | The Divorcee          | Мэри |